# Maurolicus japonicus
Maurolicus japonicus är en fiskart som beskrevs av Ishikawa, 1915. Maurolicus japonicus ingår i släktet Maurolicus och familjen pärlemorfiskar. Inga underarter finns listade i Catalogue of Life.